# 陳家麟
陳家麟（1947年11月3日—），北平人，中华民国空军将领。

## 生平
空軍軍官學校第50期畢業。1995年1月任空軍第7聯隊副聯隊長，並晉陞少將，後任該聯隊聯隊長、空軍作戰司令部副司令。2000年6月晉陞為中將、中華民國空軍作戰司令。2004年12月，沈國楨接替陳家麟出任空軍副總司令。